# Криола (Алабама)
Криола (енгл. Creola) град је у америчкој савезној држави Алабама. По попису становништва из 2010. у њему је живело 1.926 становника.

## Демографија
Према попису становништва из 2010. у граду је живело 1.926 становника, што је 76 (3,8%) становника мање него 2000. године.
| Група             | 2000.         | 2010.         |
| Белци             | 1.721 (86,0%) | 1.614 (83,8%) |
| Афроамериканци    | 198 (9,9%)    | 188 (9,8%)    |
| Азијати           | 2 (0,1%)      | 2 (0,1%)      |
| Хиспаноамериканци | 13 (0,6%)     | 59 (3,1%)     |
| Укупно            | 2.002         | 1.926         |